# 찰스 쿠럴트
찰스 쿠럴트(영어: Charles Kuralt, 1934년 9월 10일 ~ 1997년 7월 4일)는 미국의 언론인이었다. 《CBS 이브닝 뉴스》의 코너 "온 더 로드"(On the Road)와 《CBS 뉴스 선데이 모닝》의 앵커로 유명하다.